# Herkules I. Estenský
Herkules I. Estenský (italsky Ercole I. d’Este, 26. října 1431 Ferrara – 15. června 1505 tamtéž) byl italský politik, markrabě ferrarský, vévoda modenský a reggiánský z italského šlechtického rodu Estenských.

## Život
Narodil se jako jeden z manželských dětí Mikuláše III. Estenského, markraběte ferrarského, vévody modenského a reggianského a jeho manželky Ricciardy ze Saluzza. Po svém nevlastním bratrovi Borsovi Estenském nastoupil 20. srpna 1471 jako vévoda zmíněných území.
Během jeho panování došlo k hospodářskému a kulturnímu rozkvětu vévodství. Od roku 1490 pověřil architekta Biagia Rossettiho (1447–1516) opevněním Ferrary, a zároveň nechal město rozšířit, přičemž poprvé v Evropě byly v rámci středověkého jádra města projektovány rovné a široké ulice.

## Manželství a potomstvo
3. července 1473 se Herkules I. oženil s Eleonorou Aragonskou (1450–1493), dcerou krále Ferdinanda I. Se svou manželkou měl šest potomků, z nichž čtyři se později zařadili mezi nejvýznamnější členy rodu. Herkules I. měl také nejméně jednoho nemanželského potomka.
- Izabela Estenská (18. května 1474 – 13. ledna 1539) ⚭ 1490 František II. Gonzaga (10. srpna 1466 – 29. března 1519), markýz z Mantovy
- Beatrix Estenská (29. června 1475 – 3. ledna 1497) ⚭ 1491 Ludvík Sforza (27. července 1452 – 27. května 1508), milánský vévoda
- Alfons Estenský (21. července 1476 – 31. října 1534)
⚭ 1491 Anna Marie Sforza (19. července 1473 – 30. listopadu 1497)
⚭ 1502 Lucrezia Borgia (18. dubna 1480 – 24. června 1519)
- Ferrante Estenský (19. září 1477 – únor 1540)
- Hipolyt Estenský (10. března 1479 – 3. září 1520) kardinál, ostřihomský a milánský arcibiskup
- Zikmund Estenský (září 1480 – 9. srpna 1524)